# 斯托克顿 (纽约州)
斯托克顿（英語：Stockton）是位于美国纽约州肖托夸县的一个镇，地处肖托夸县中部。2010年美国人口普查时，该镇有2248人。最初的定居者于1810年左右到达此地。1821年，斯托克顿镇从肖托夸镇分出，正式建立。其名称来源于美国独立宣言的签署人理查德·斯托克顿。